# Margherita Isnardi Parente
Margherita Isnardi Parente (Catanzaro, 4 ottobre 1928 – Roma, 16 novembre 2008) è stata una filologa classica italiana.

## Biografia
Figlia del meridionalista ligure Giuseppe Isnardi, studiò al liceo di Grosseto e si laureò in filosofia a Pisa, frequentando la Scuola normale superiore, dove fu allieva di Guido Calogero. Svolse attività di ricerca dedicandosi alla storia del pensiero classico, dapprima all'Istituto Croce di Napoli, e successivamente in università straniere (Sorbona di Parigi, Università di Gottinga). Tornata in Italia, dopo aver insegnato per alcuni anni storia e filosofia nei licei classici, ottenne l'incarico di storia della filosofia antica all'Università di Cagliari (1965); nel 1974 approdò all'Università "La Sapienza" di Roma, dove tenne la cattedra di storia delle dottrine politiche fino al 1980, anno in cui le fu attribuita la cattedra di Storia della filosofia. Successivamente passò alla cattedra di Storia della filosofia antica, da lei occupata fino al pensionamento.
Margherita Isnardi Parente si è dedicata dapprima alla storia del pensiero filosofico classico, svolgendo importanti studi su Platone, di cui curò l'edizione critica delle Lettere, sulla scuola platonica, su Epicuro, di cui tradusse le opere per l'Utet, su Plotino e sugli stoici. In seguito si è interessata anche al pensiero moderno, attendendo fra l'altro all'edizione critica delle opere di Jean Bodin e curando opere di Erasmo da Rotterdam. Curò una parte di antichistica e la parte relativa all'ellenismo e alla fine del mondo antico del Manuale di storia della filosofia, a cura di Sergio Moravia, edito da Le Monnier.
Come riferito da Francesca Patanè, Margherita Isnardi Parente aveva presieduto la commissione del concorso per professore associato di Storia della Filosofia antica conclusosi a Siena il 30 agosto del 2001, per il quale furono condannati per abuso di ufficio gli altri membri della commissione, Walter Leszl e Fernanda Caizzi Decleva, il 13 gennaio 2009, con il giudizio della Corte di Appello di Firenze; tale processo in appello e relativa condanna non toccarono la Presidente della commissione, soltanto perché deceduta nell'anno precedente.

## Scritti
- Techne, Momenti del pensiero greco da Platone ad Epicuro, Firenze, La Nuova Italia, 1966
- Filosofia e politica nelle lettere di Platone, Napoli, Guida, 1970
- Rodolfo Mondolfo storico della filosofia antica, Sassari, Università degli Studi di Sassari, Facoltà di Magistero, 1978
- Studi sull'Accademia platonica antica, Firenze, Olschki, 1979
- Introduzione a Plotino, Roma-Bari, Laterza, 1984
- Platone ed altri: lettere ai tiranni di Sicilia, Palermo, Sellerio, 1985
- L'eredità di Platone nell'Accademia antica, Milano, Guerini, 1989
- Filosofia e scienza nel pensiero ellenistico, Napoli, Morano, 1991
- Plotino, Enneadi, VI, 1-3, testo greco, traduzione e commento, Napoli, Loffredo, 1994
- Il pensiero politico di Platone, Roma-Bari, Laterza, 1996
- Introduzione allo stoicismo ellenistico, Roma-Bari, Laterza, 1996
- I miei maestri, Bologna, Il Mulino, 2003
- Rinascimento politico in Europa. Studi raccolti da Diego Quaglioni e Paolo Carta, Padova, Cedam, 2008

## Riconoscimenti
- Laurea honoris causa dell'Università "François Rabelais" di Tours (1990)
- Membro associato dell'Istituto lombardo di scienze e lettere (1992)
- Socio corrispondente dell'Accademia Nazionale dei Lincei (1993)